# Maják Vaternish
Maják Vaternish také Waternish (skotskou gaelštinou Rubha Bhatairnis) stojí na ostrově Skye v souostroví Vnitřní Hebridy, hrabství Highland, západní Skotsko. Stojí na severozápadním výběžku poloostrova Waternish v místě Waternish Point, který tvoří sráz nad skalnatou pláží. V okolí majáku je travnatá louka, na níž se nacházejí ruiny dávného osídlení.
Maják spravuje Northern Lighthouse Board (Severní rada majáků (NLB)) v Edinburghu.

## Historie
První maják navrhli skotští stavební inženýři David Stevenson a Thomas Stevenson v roce 1924. Světelný zdroj zajišťovaly plynové hořáky. O výrobu acetylénu a funkčnost se starala osádka. Nový maják postavil v roce 1980 inženýr John Smith. Původní Fresnelova čočka IV. řádu byla věnována Skotskému muzeu majáků, které je k vidění na majáku Kinnaird Head ve Fraserburghu v hrabství Aberdeenshire. V roce 2001 byly nainstalovány solární panely.
Pěšky se lze k majáku dostat z vesnice Trumpan vzdálené asi sedm kilometrů.

## Popis
Maják je sedm metrů vysoká osmiboká bílá betonová věž s ochozem, hliníkovou lucernou, se sklolaminátovou střechou a stojí na betonové plošině. Zdroj světla je ve výšce 21 m n. m.
Charakteristika světla Fl W 20s.

## Galerie

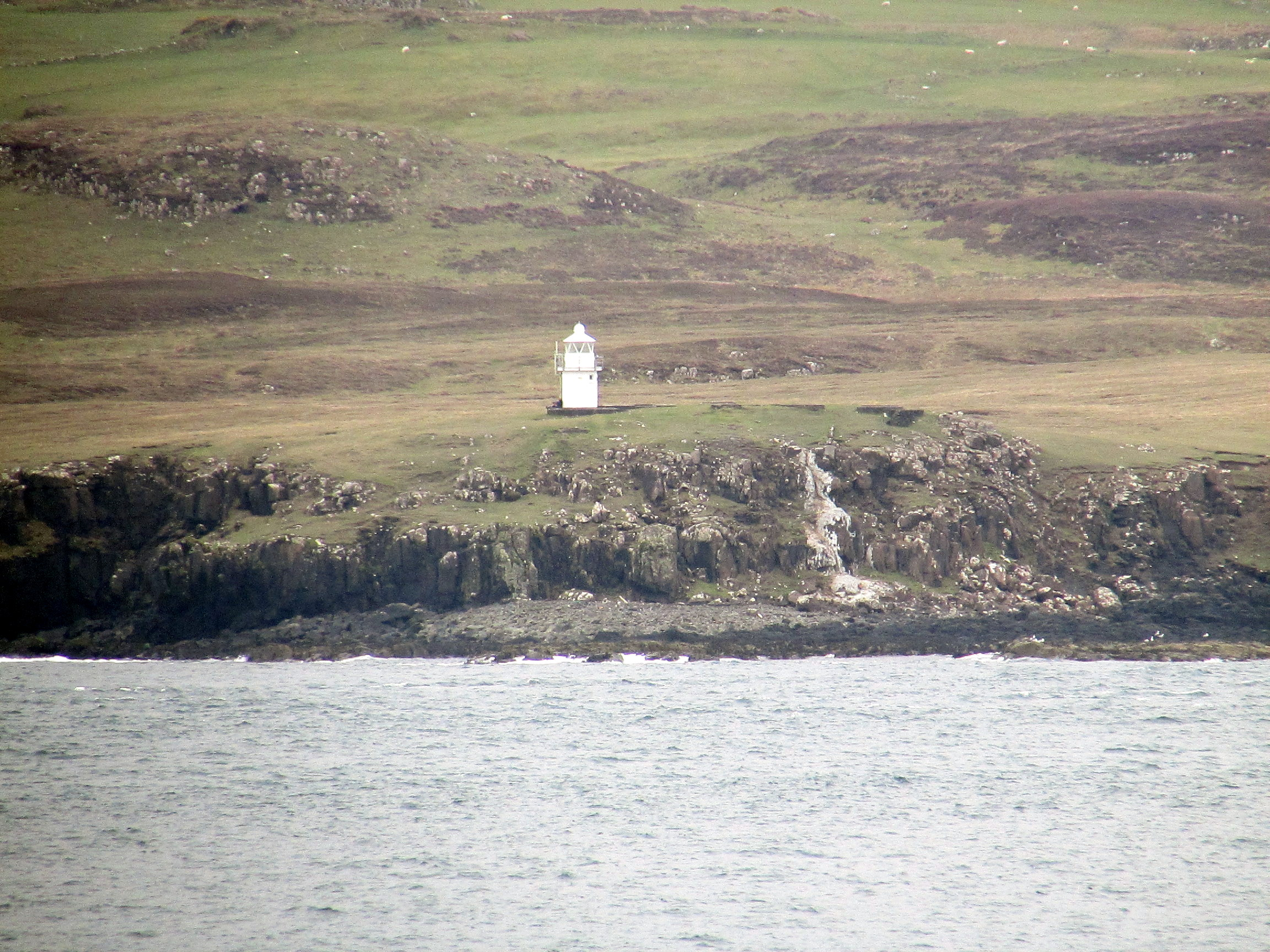
Pohled na maják z moře
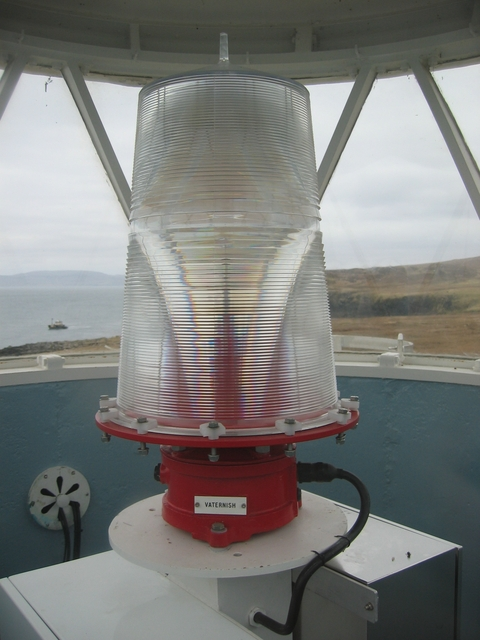
Nová lampa majáku